# Conseil national des jeunes de Côte d'Ivoire
Le Conseil national des jeunes de Côte d'Ivoire (CNJCI) est un organe consultatif rattaché au ministère ivoirien en charge de la jeunesse. C'est un cadre de concertation entre les organisations de jeunesse du pays. Il a pour mission de donner des avis sur les politiques publiques en faveur des jeunes, de faire des propositions pour leur promotion et d’encourager leur participation aux activités d’intérêt national ou local.

## Historique
Le Conseil National des Jeunes de Côte d’Ivoire (CNJCI) a été créé en 2012 en tant qu'organe consultatif auprès du ministère en charge de la jeunesse, dans le but de servir de cadre de concertation entre les organisations de jeunesse du pays,,,. Cependant, des divergences ont conduit à la suspension de son processus de mise en place jusqu'en 2016, année où le gouvernement a relancé l'initiative en adoptant une nouvelle dénomination ciblant exclusivement les jeunes de 16 à 35 ans. Le CNJCI a pour mission de donner des avis sur les politiques publiques en faveur des jeunes, de faire des propositions pour leur promotion et d’encourager leur participation aux activités d’intérêt national ou local . 

## Organisation
Le Conseil national des jeunes de Côte d’Ivoire (CNJCI) est structuré de manière à assurer une représentation équilibrée et efficace de la jeunesse à travers le pays. À sa tête se trouve un président élu pour un mandat de trois ans non renouvelable,,. Le CNJCI est organisé en bureaux départementaux, avec au moins 16 bureaux identifiés, chacun dirigé par un président local. Les candidats à ces postes doivent résider dans la circonscription où ils se présentent. Cette organisation décentralisée permet au CNJCI de mener des actions de sensibilisation et de promotion de la cohésion sociale sur l'ensemble du territoire national. Ainsi, le CNJCI fonctionne à la fois comme un organe consultatif national et comme une structure de proximité, impliquant activement les jeunes dans le développement de la Côte d’Ivoire. 

## Fonctionnement
Le Conseil national des jeunes de Côte d’Ivoire (CNJCI) fonctionne comme un organe consultatif rattaché au ministère en charge de la jeunesse, structuré pour représenter et mobiliser les jeunes à travers le pays. 

### Structure et gouvernance
À sa tête, le CNJCI est dirigé par un président élu pour un mandat de trois ans non renouvelable,,. Ce président est assisté par un bureau exécutif national, des commissaires aux comptes chargés du contrôle financier, et des coordonnateurs de commissions thématiques. Les membres de ces organes sont élus lors de la convention nationale, garantissant ainsi une représentation démocratique des jeunes.

#### Décentralisation et représentation locale
Le CNJCI a des bureaux dans les départements et les communes. Chaque bureau est dirigé par un président local. Cela permet d’être présent dans tout le pays et d’être proche des jeunes partout. Grâce à cette organisation, il est plus facile de mettre en place des actions sur le terrain et d’impliquer les jeunes dans la vie de leur communauté,.

#### Missions et activités
Au sein du Conseil national des jeunes de Côte d’Ivoire (CNJCI), les conseillers ont un rôle important. Ils représentent les jeunes et participent à la création de projets et de décisions pour améliorer leur vie. Ils donnent leur avis sur les programmes pour les jeunes, proposent des idées pour leur éducation, leur formation et leur réussite. Ils encouragent aussi les jeunes à s’impliquer dans des activités utiles pour leur quartier ou pour le pays. Les conseillers veillent à ce que tous les jeunes, de différentes cultures ou opinions, soient représentés, même à l’international. Certains conseillers peuvent avoir un rôle spécial, comme aider un responsable local à organiser les activités. Le CNJCI mène aussi des recherches pour mieux comprendre le rôle des jeunes dans le développement du pays.

#### Actions

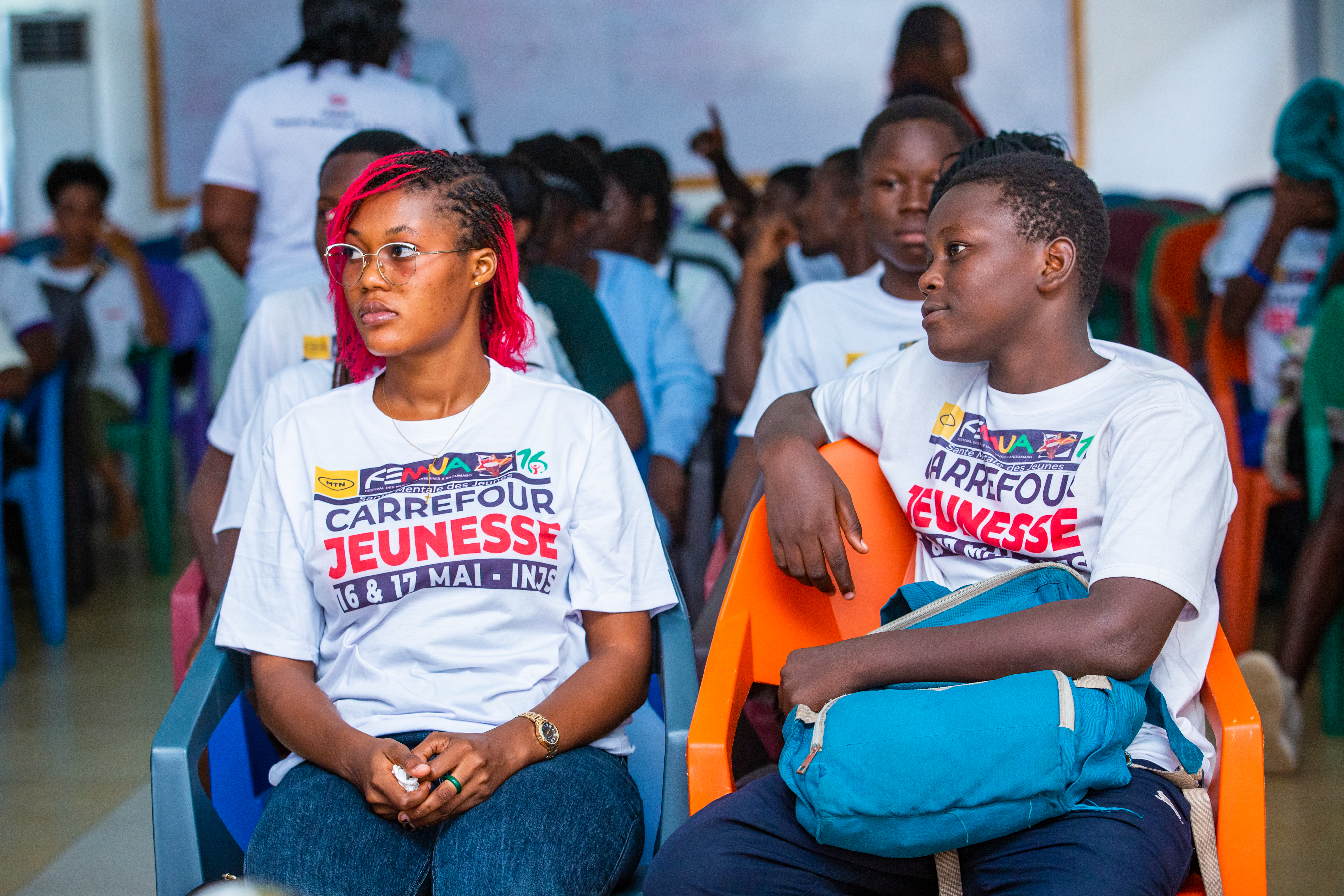
Panel a Carrefour jeunesse FEMUA16 2024

Le CNJCI organise aussi des concours comme "Impact Jeune" pour encourager les jeunes à créer leur propre entreprise. Il parle de santé sexuelle et reproductive avec les jeunes et les adultes à travers des échanges entre générations. Le CNJCI participe aussi à des événements culturels, par exemple avec la Fondation Magic System pendant le Festival des Musiques Urbaines d’Anoumabo (FEMUA).

##### Financement et autonomie
Le CNJCI bénéficie  de l'aide de l'État pour l'aider à mener ses actions, surtout celles qui visent à aider les jeunes à trouver un emploi et à devenir plus autonomes.